# 田村まい
田村 まい（たむら まい、Tamura Mai、1978年6月18日 - ）は、日本の作曲家、編曲家、ピアニスト。アメリカ合衆国カリフォルニア州ロサンゼルス在住。主にアメリカのドキュメンタリーフィルムを中心に作曲活動をしている。日本ではフィギュアスケートで使用された音楽のピアノ用楽譜の編曲、編集、出版活動も行っている。

## 人物 来歴
三重県津市出生、幼少期より伊勢市在住。その後、栃木県小山市に転居。高校入学とともに上京、宇都宮短期大学附属高等学校音楽科1年在籍、翌年桐朋女子高等学校音楽科へ再入学し、桐朋学園大学演奏学科ピアノ専攻卒業。
2006年バークリー音楽大学映画音楽制作学科卒業。
アメリカではドキュメンタリーフィルムを中心に、日本国内でもCM音楽制作、コンサート用楽曲アレンジなど、精力的に制作活動を行っている。
中でも音楽担当作品で2009年に全米で公開されたドキュメンタリー「The Last Beekeeper」は2010年米国テレビ芸術科学アカデミー主催のエミー賞「Outstanding Nature Programming」部門で最優秀を獲得した。

## 著書
楽譜
- 「ピアノソロ やさしいアレンジ! フィギュアスケート名曲セレクション」2011 全音楽譜出版社 ISBN 4111900933
- 「ピアノソロ メロディオンアイス 2011-12 珠玉のフィギュアスケート名曲集 」2011 全音楽譜出版社 ISBN 4111900941
- 「ピアノソロ 中級 新版 メロディオンアイス 珠玉のフィギュアスケート名曲集」2014 全音楽譜出版社 ISBN 411190095X